# 文浩
文浩（1927年—1994年），原名赛·文都素，男，蒙古族，内蒙古土默特左旗人，中国雕塑家、博物馆学家，曾任中国美术家协会理事。